# 拉拉哈 (拉斯塔布斯區)
拉拉哈（西班牙語：La Laja），是巴拿馬的城鎮，位於該國中南部，由洛斯桑托斯省的拉斯塔布斯區負責管轄，面積4.4平方公里，2010年人口547，人口密度每平方公里124.3人。